# Adelaide Football Club
O Adelaide Football Club, conhecido como "The Crows", é um clube profissional de futebol australiano que compete na Australian Football League (AFL). O clube é sediado em  Adelaide, Sul da Austrália, e joga suas partidas no Adelaide Oval. O clube tem sede de treinamento e administração no Football Park em West Lakes, onde jogou anteriormente entre 1991 e 2013. A canção do clube é o "The Pride of South Australia" (O Orgulho do Sul da Austrália), com a melodia do Hino do Corpo de Fuzileiros Navais.